# Stazione di Flinders Street
Flinders Street è la stazione principale della rete suburbana di Melbourne, in Australia.
È situata all'angolo di Flinders Street e Swanston Street, vicino al fiume Yarra, nel cuore della città. Si estende da Swanston Street a Queen Street, che copre due isolati. Durante la settimana, è attraversata da oltre 110.000 pendolari al giorno e vi transitano 1500 treni. La stazione è servita dalla società Metro Trains Melbourne per quanto concerne il trasporto suburbano, da V/Line per i trasporti regionali a Bairnsdale, città situata nella regione rurale del Gippsland.

## Galleria d'immagini

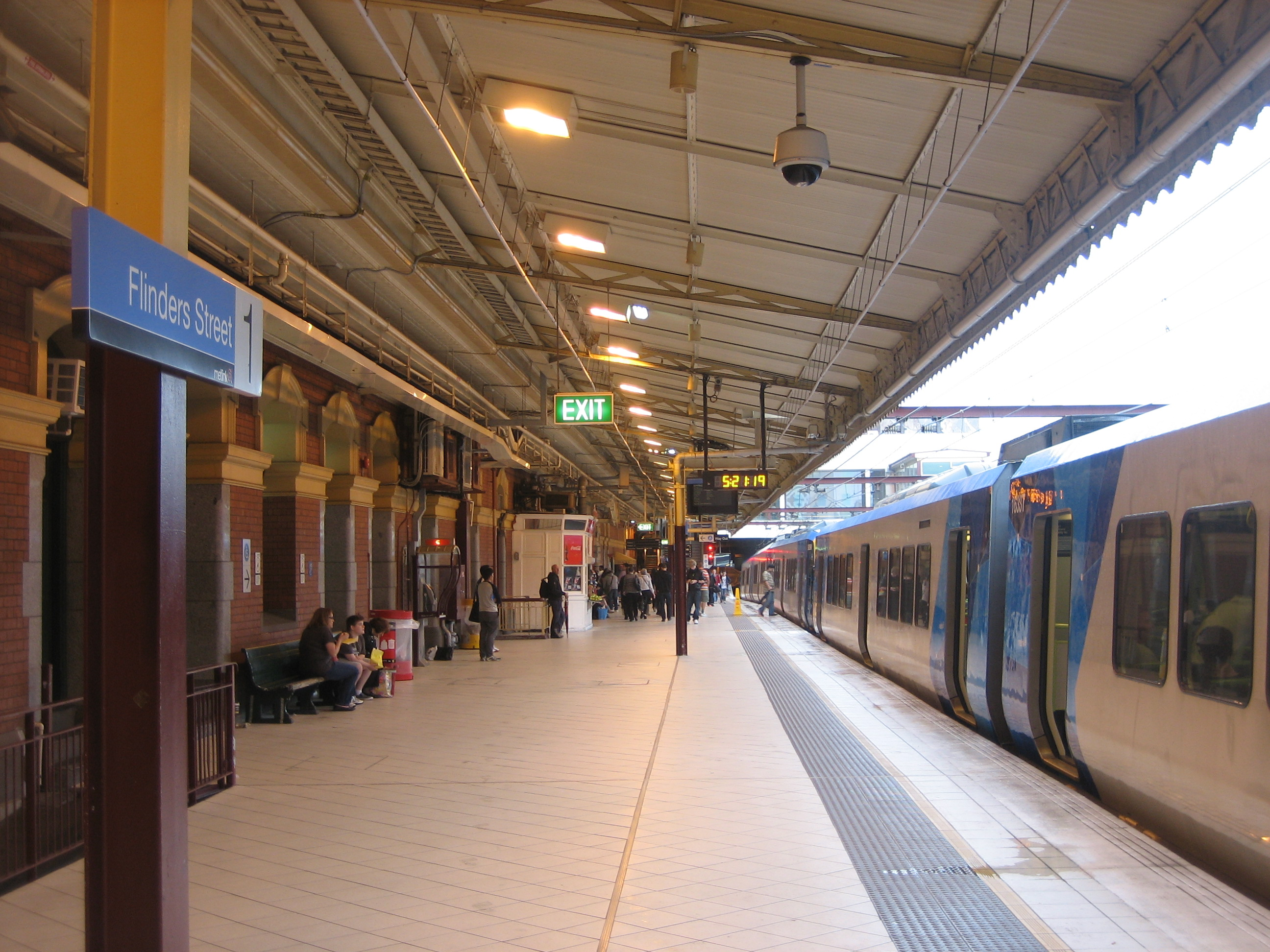
Il Binario 1 della stazione di Flinders Street
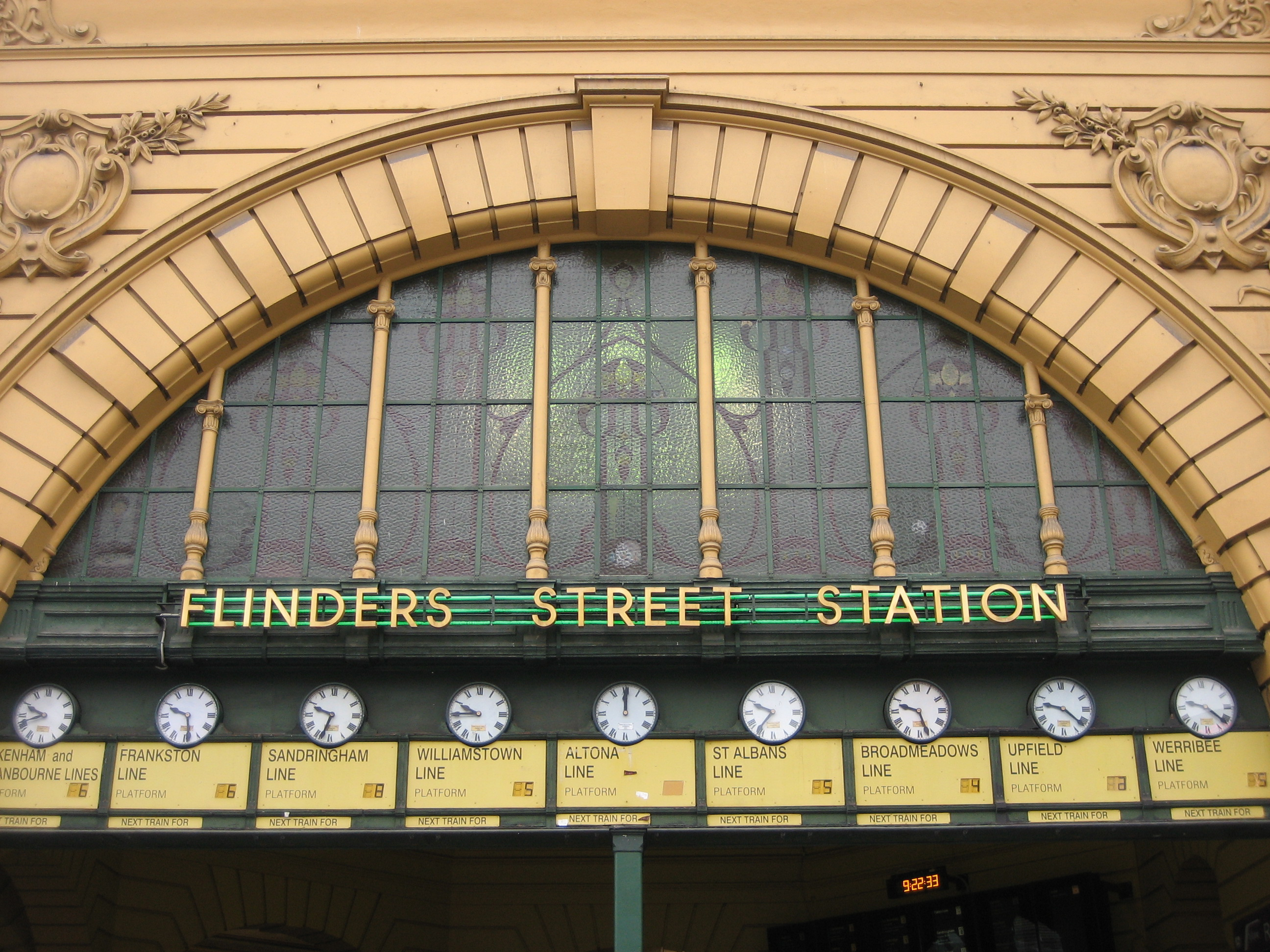
Esterno della stazione di Flinders Street